# Ave Ninchi
Pour les articles homonymes, voir Ninchi.
Ave Maria Ninchi, née le 1er décembre 1915 à Ancône dans la province d'Ancône dans la région des Marches et morte le 10 novembre 1997 à Trieste dans la province de Trieste dans la région du Frioul-Vénétie Julienne, est une actrice italienne.

## Biographie
Ave Ninchi débute au cinéma en 1944 et apparaît dans une centaine de films, italiens majoritairement. S'y ajoutent plusieurs films américains ou français, des coproductions, ainsi que le film britannique Retraite mortelle de Mike Hodges (1972, avec Michael Caine et Mickey Rooney). Son dernier film, sorti en 1974, est Lacombe Lucien (avec Pierre Blaise dans le rôle-titre) de Louis Malle, réalisateur qu'elle retrouve après Le Souffle au cœur (avec Benoît Ferreux et Lea Massari) en 1971.
Parmi ses autres films notables, mentionnons Vivre en paix de Luigi Zampa (1947, avec Aldo Fabrizi) qui lui permet de gagner un ruban d'argent, Gendarmes et voleurs de Mario Monicelli et Steno (1951, avec Totò), Plein soleil de René Clément (1960, avec Alain Delon et Maurice Ronet), ou encore Un cri dans l'ombre de John Guillermin (1968, avec George Peppard et Inger Stevens).
Pour la télévision, entre 1960 et 1979, elle contribue à huit feuilletons, six téléfilms et une série.
Durant sa carrière, Ave Ninchi est également très active au théâtre. Entre autres, elle joue avec Massimo Girotti dans Mademoiselle Julie d'August Strindberg, mise en scène par Luchino Visconti (en 1957), et avec Anna Magnani dans La Louve de Giovanni Verga, mise en scène par Franco Zeffirelli (en 1965).
Elle est la cousine de l'acteur Carlo Ninchi (1897-1974) qu'elle croise dans cinq films, dont Messaline de Carmine Gallone en 1951, avec María Félix dans le rôle-titre. Elle est aussi la cousine de l'acteur Annibale Ninchi. Elle est enfin la mère de l'actrice Marina Ninchi (it) (née en 1940), qui lui consacre une biographie publiée en 2004.

## Théâtre (sélection)
- 1941 : Les Trois Sœurs (Три сестры / Tre sorelle) d'Anton Tchekhov
- 1949 : Médée (Μήδεια / Medea) d'Euripide
- 1952 : Dialogues des carmélites (Dialoghi delle carmelitane) de Georges Bernanos
- 1957 : Mademoiselle Julie (Fröken Julie / La contessina Giulia) d'August Strindberg, adaptation de Gerardo Guerrini, mise en scène de Luchino Visconti, avec Massimo Girotti (à Rome)
- 1957 : Le Carrefour (Il campiello) de Carlo Goldoni
- 1963 : Ce soir on improvise (Questa sera si recita a soggetto) de Luigi Pirandello (à Catane)
- 1964 : Les Nuées (Νεφέλαι / Le nuvole) d'Aristophane
- 1965 : La Louve (La lupa) de Giovanni Verga, mise en scène de Franco Zeffirelli, avec Anna Magnani (à Florence)
- 1968 : Liola (Liolà) de Luigi Pirandello (à Catane ; production reprise à Londres en 1970)
- 1984 : Clizia (it) de Niccolò Machiavelli

## Distinctions
- 1947 : Ruban d'argent de la meilleure actrice dans un second rôle pour Vivre en paix.